# مجال جوي غير مراقب
المجال الجوي غير المراقب (بالإنجليزية: Uncontrolled airspace)‏ هو تعبير جوي يقصد به المجال الذي لا تقدم به خدمات الملاحة الجوية، ويكون الطيار هو المسؤول عن أمن وسلامة الطائرة.